# Доровское (Московская область)
Доровское — посёлок сельского типа в Пушкинском районе Московской области России. Входит в состав сельского поселения Царёвское. Население — 64 чел. (2010).

## География
Расположен на севере Московской области, в юго-восточной части Пушкинского района, примерно в 10 км к востоку от центра города Пушкино и 24 км от Московской кольцевой автодороги, у границы с Щёлковским районом.
В 6 км к западу — Ярославское шоссе М8, в 4 км к северу — Московское малое кольцо А107, в 8 км к западу — линия Ярославского направления Московской железной дороги. Ближайшие населённые пункты — деревни Жуковка и Старое Село, посёлок зверосовхоза и посёлок Зелёный.

## Население
| 2002 | 2006 | 2010 |
| ---- | ---- | ---- |
| 67   | ↗78  | ↘64  |

## История
1960—1962 гг. — населённый пункт Жуковского (до 20.08.1960) и Царёвского сельсоветов Калининградского района.
1962—1963, 1965—1994 гг. — населённый пункт Царёвского сельсовета Пушкинского района.
1963—1965 гг. — населённый пункт Царёвского сельсовета Мытищинского укрупнённого сельского района.
1994—2006 гг. — посёлок Царёвского сельского округа Пушкинского района.
С 2006 года — посёлок сельского поселения Царёвское Пушкинского муниципального района Московской области.